# リアラ
リアラ（1989年3月23日 - ）は、日本の女性プロレスラー。宮城県栗原市出身。血液型B型。P.P.P.TOKYO所属。

## 来歴
警察官の父と銀行勤めの母の元に生まれる。歳の離れた兄が2人居り、祖父が学校長、その他親族がほぼ全員公務員という環境で育った。習字やそろばんを習い、中学時代は吹奏楽部、高校時代は茶華道部に入っていた一方、運動については体育の授業を仮病で休むほど嫌っていた。
プロレスには小学校4年生の頃、格闘技ファンの父と12歳上の兄に影響され、『ワールドプロレスリング』を見たのがきっかけでのめり込むようになる。当時は「大仁田劇場」が注目を集めていた時期で、番組を視聴をしたり、専門誌を読み漁るなどしているうちにプロレスそのものに魅了されていった。
高校卒業後は進学をせずに地元のスーパーマーケットに就職したが、特に考えも無く決めたこともあって長続きせず、半年で退職。実家を離れた後、当時流行していた姫ギャル系ファッション雑誌『小悪魔ageha』の影響を受け、両親に内緒で仙台市国分町のキャバクラ店で働くようになる。2011年、東日本大震災発生から2ヶ月が経った頃に上京し、新宿区歌舞伎町の高級キャバクラに入店。最初は国分町との客層の違いや自身の引っ込み思案な性格もあって伸び悩むが、最終的に「伝説のキャバ嬢」と呼ばれるようになるまでの人気を獲得する。
キャバクラでナンバーワンになる夢は叶えた一方、プロレスラーへの想いは燻り続けていた。ある日の飲みの席で、酔っ払った勢いでプロレスラーになりたいと泣き叫んだところ、同席していた丸藤正道が高木三四郎に連絡をとってくれた。後日、高木との面談で想いを伝えた所、熱意を認められ、ガンバレ☆プロレスを紹介されて2022年6月に練習生となる。基本的な運動がほとんどできない状態からのスタートだったが、周囲の励ましやサポートもあって少しずつ上達。2023年4月1日と5月2日の2度のエキシビションマッチを経て、2023年5月5日の後楽園ホール大会でYuuRIとのシングルマッチでデビューした。
2024年1月31日、ガンバレ☆プロレスが3月いっぱいで株式会社CyberFightから独立することを発表するが、リアラはフリーとして活動することを選択。3月31日の契約満了をもってガンプロを退団した。3月28日の上野恩賜公園野外ステージ大会での試合がガンプロ所属としての最後の出場となった。
2024年5月11日、高島平公会堂にて同じくガンバレ☆プロレスを退団しフリーになった長谷川美子とともに自主興行『自主興行～100人呼べなければ即婚活スペシャル～』を開催。ダブルメインイベントで子供のころから試合を見て憧れていたという高橋奈七永と対戦し敗れる。
2025年1月からマリーゴールドにレギュラー参戦。1月25日の横浜ラジアントホール大会で咲村良子を破りシングルマッチ初勝利を挙げるが、5月5日の地元・栗原大会を最後にレギュラー参戦が終了する。
2025年7月5日、東京女子プロレス・ラジアントホール大会の開始前、会場の外で腰掛けて休んでいた髙木三四郎の顔をビニール袋で覆い、すぐに横に寝かせてフォールの体勢をとる。連れてきていたレフェリーにフォールカウントを要請、3カウントがはいったため王座移動が成立。自身初の王座戴冠となる。しかし、その後はじまった大会でHIMAWARIとのタッグで臨んだ長谷川美子&鳥喰かやとの対戦で自身がギブアップ負けしてしまい、アイアンマン選手権試合のルールにより王座陥落。
2025年8月14日、P.P.P.TOKYO・TOKYO SQUARE in Itabashi大会のロイヤルランブルに出場し優勝。優勝者には「願い事が一つ叶えられる権利」を与えられ、その場でP.P.P.TOKYO入団を直訴し、三富兜翔に入団を認められ翌15日に入団が発表された。契約は9月1日からとなる。

## 得意技
ドロップキック
パラダイスロック

## タイトル歴
DDTプロレスリング
- 第1750代アイアンマンヘビーメタル級王座[8]

## 入場曲
- Butterfly